# Мендвіл (Ямайка)
Мендевіл (англ. Mandeville, ям. креол Mandivl) — найбільше місто і адміністративний центр округи Манчестер, Ямайка.

## Історія
Місто засноване в 1816 році і назване на честь віконта Мандевілль, старшого сина герцога Манчестера, що був на той момент губернатором Ямайки.
На честь міста названо астероїд (739) Мандевіль, відкритий в 1913 році.

## Географія
Місто розташоване на висоті 628 м над рівнем моря.